# Bourgade

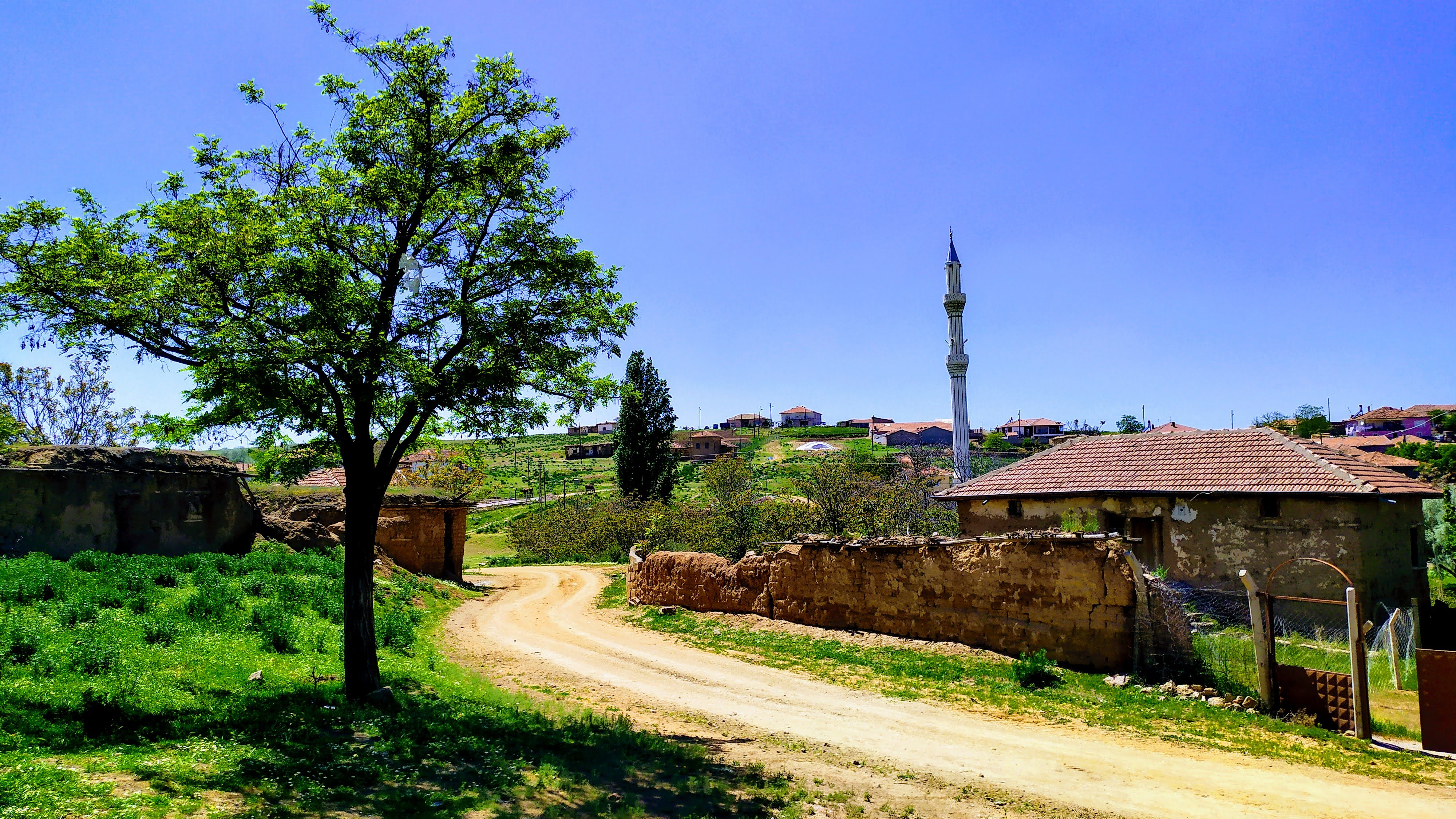
Kuruağıl, une bourgade de Turquie (district de Kırşehir).

Ne doit pas être confondu avec Bourgage.
Une bourgade  est un « petit village dont les maisons sont plus disséminées que dans le bourg ». 

## Description
Le droit d'organiser un marché a permis à certaines bourgades de s'ériger au statut de bourg en constituant un centre administratif avec une fonction sociale et économique locale. En général, en Europe, il est le siège d'une paroisse (présence d'une église), et de nos jours est souvent le siège d'une municipalité administrant une commune (celle-ci peut englober plusieurs villages et hameaux). Le bourg est lui caractérisé par la présence d'artisans, de commerçants et de services publics permanents en plus de la tenue du marché.